# Ourang Medan
O SS Ourang Medan foi um navio-fantasma que naufragou na costa da Indonésia depois de toda a sua tripulação morrer em circunstâncias suspeitas.[carece de fontes?] Existe um ceticismo sobre a veracidade da história, sugerindo que o navio na verdade nunca existiu, mas tornou-se uma espécie de lenda.
A mais antiga referência conhecida deste navio encontra-se na edição de Maio de 1952  dos canais do Conselho da Marinha Mercante, publicado pela Guarda Costeira dos EUA. A palavra Ourang significa em malaio ou indonésio "homem" ou "pessoa", enquanto que Medan é a maior cidade da ilha indonésia de Sumatra, dando uma tradução aproximada de "Homem de Medan". Contas do acidente do navio apareceu em vários livros e revistas. Sua precisão factual e até mesmo a existência do navio, no entanto, não são confirmados, e os detalhes de construção do navio e da história, se houver, permanecem desconhecidos. Pesquisas para o registro oficial ou registros de investigação de acidentes não têm tido sucesso.
A primeira aparição da história é uma série de três artigos no jornal holandês-indonésio De LOCOMOTIEF: Samarangsch Handels- en Advertentie-blad (03 de fevereiro de 1948, 28 de fevereiro de 1948, e 13 de março de 1948). Embora a história é basicamente a mesma que as versões posteriores, existem diferenças significativas. O nome do navio que encontrou o Ourang Medan nunca é mencionado, mas o local do encontro é descrito como 400 milhas náuticas a sudeste das Ilhas Marshall. O segundo e terceiro artigo descreve as experiências do único sobrevivente da tripulação do Ourang Medan, que foi encontrado por um missionário e nativos em Toangi nas ilhas Marshall. O homem, antes de perecer, diz ao missionário que o navio estava transportando uma carga mal estivada de ácido sulfúrico, e que a maioria da tripulação morreu por causa das emanações venenosas que escaparam de recipientes quebrados. De acordo com a história, o Ourang Medan estava navegando a partir de um pequeno porto chinês sem nome para a Costa Rica, e deliberadamente evitando as autoridades. O sobrevivente, um alemão não identificado, morreu depois de contar sua história para o missionário, que contou a história para o autor, Silvio Scherli de Trieste, na Itália.
O jornal holandês conclui com um aviso: Esta é a última parte de nossa história sobre o mistério do Ourang Medan. Devemos repetir que não temos quaisquer outros dados sobre este "mistério do mar". Também não podemos responder a muitas perguntas não respondidas na história. Pode parecer óbvio que este é um romance de emocionante do mar.

## Possível acidente
De acordo com a história, em algum momento ou em torno de junho de 1947 e fevereiro de 1948, dois navios americanos que navegam no estreito de Malaca receberam mensagens de socorro do navio mercante holandês Ourang Medan. Um operador de rádio a bordo do navio conturbado enviou o seguinte código Morse mensagem: "SOS do Ourang Medan. - Pedimos o auxílio de qualquer embarcação próxima. Todos os oficiais inclusive o capitão estão mortos,  caídos na sala de mapas e na ponte. Provavelmente toda a tripulação está morta". Poucos pontos e traços confusos depois duas palavras vieram claramente. Eram "vou... morrer". Então, nada mais.
Quando a tripulação do Silver Star localizou o Ourang Medan, o navio foi encontrado cheio de cadáveres. Os seus olhos, arregalados, os braços em prontidão, as faces contorcidas em agonia e horror indescritíveis. Até mesmo o mascote do navio, um pastor alemão, estava morto. Quando eles tentaram rebocar o navio para a costa, houve um incêndio no compartimento de carga quatro. A equipe teve que sair às pressas, mas antes precisou retirar a corrente fixada, uma vez que o estrondo deixava claro que o Ourang Medan estava condenado. Tremendas explosões obrigaram o Silver Star a afastar-se rapidamente. A uma distância segura, eles viram o navio adernar com a água que entrava pelos porões e em poucos minutos afundar.

## Teorias

### Materiais de carga perigosa inseguro
Existe a hipótese de que o Ourang Medan poderia ter sido envolvido em operações de contrabando de substâncias químicas, tais como uma combinação de cianeto de potássio e nitroglicerina. De acordo com estas teorias, a água do mar teria entrado pelo porão do navio, reagindo com a carga para liberar gases tóxicos, que, em seguida, levaram o grupo a sucumbir à asfixia ou envenenamento. Mais tarde, a água do mar teria reagido com a nitroglicerina, fazendo com que o fogo e explosão relatada.

### Envenenamento por monóxido de carbono
Outra teoria é de que o mau funcionamento no sistema de caldeira do navio pode ter sido responsável pelo naufrágio. Escapando monóxido de carbono teria causado a morte de todos a bordo, com o fogo lentamente ficando fora de controle, levando à destruição definitiva do navio.

### Fenômenos paranormais
A história já apareceu em várias revistas e livros, começando com um artigo de 1953 na Fate Magazine. Autores como Jessup especulam que a tripulação poderia ter sido atacada por OVNIS ou forças paranormais antes de suas mortes. A prova circunstancial citado por estas fontes inclui a aparente ausência de uma causa natural da morte, as expressões supostamente aterrorizados nos rostos dos mortos e os rumores de que alguns dos mortos estavam "apontando" para com um inimigo desconhecido.

## Ceticismo
Uma pesquisa realizada com a marinha mercante de vários países, incluindo a Holanda, não encontrou nenhum registro de embarcação com esse nome, nem de qualquer investigação sobre seu destino. Por enquanto, afirma-se que a história pode ser completamente fictícia.